# Pecuária de leite

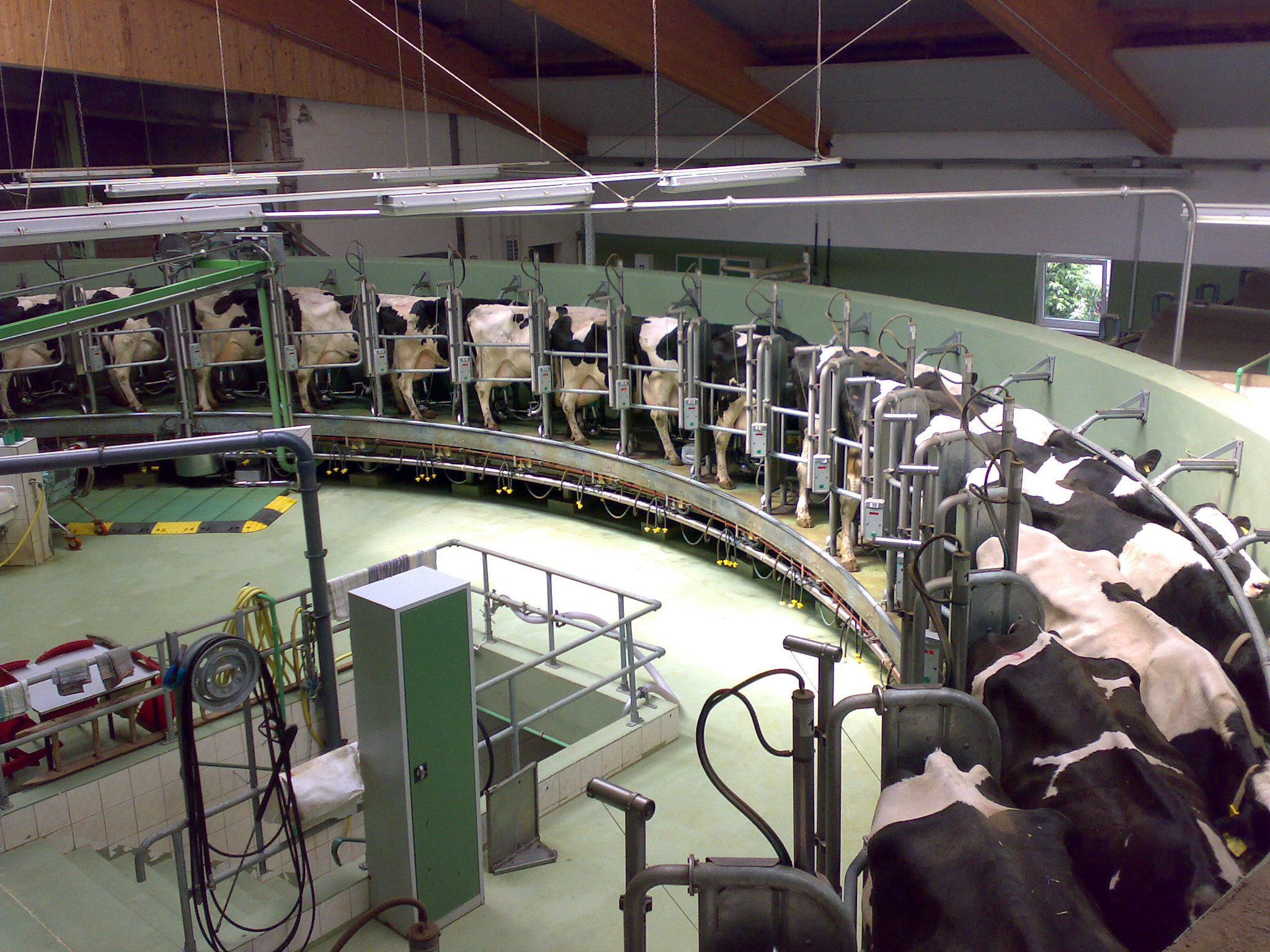
Sala de ordenha rotativa na Alemanha.

Pecuária de leite é a criação de gado com o objetivo de produção de leite, em sua maioria para a indústria de laticínios.

## Brasil
O mercado brasileiro não é um dos maiores no que se refere à produção de leite. A produção se concentra nos estados do Sudeste com maior presença no sul do estado de Minas Gerais. A presença se explica pela proximidade dos principais mercados consumidores do país, São Paulo e Rio de Janeiro. Como o leite é um produto altamente perecível, não deve ser produzido afastado dos centros de consumo. 
O estado que mais produz leite é Minas Gerais, participando com 28% do volume produzido no Brasil que em 2007 atingiu 26,13 bilhões de litros. O Paraná se consolidou como o segundo maior produtor de leite entre os estados do Brasil, perdendo apenas para Minas Gerais. O Paraná produz cerca de 5 bilhões de litros de leite por ano. Na produção de gado como matéria-prima do leite é predominante a raça holandesa nas cores preta e branca. No estado, a região de maior destaque situa-se nos Campos Gerais do Paraná. É na região dos Campos Gerais que se concentra a maior bacia leiteira do Paraná e uma das maiores do Brasil. Em Carambeí, há um dos mais extensos agrupamentos de gado de leite do Brasil. Castro é o maior produtor de leite do Paraná e do Brasil, com 280 mil litros de leite por ano.
No Brasil, é comum a produção através de cooperativas, nas quais vários pequenos produtores se reúnem para obter mais financiamentos a conseguir preços melhores no mercado.
A Organização Mundial de Saúde recomenda ingerir 1200 miligramas por dia de lácteos o que equivale a cinco porções. Cada porção equivale a um copo de leite ou um iogurte. No Brasil esse consumo é muito baixo, cerca de um terço do ideal. Durante dez anos, o consumo oscilou entre 124 e 132 kg por pessoa por ano.[carece de fontes?]